# Светлосна сабља
Светлосна сабља или светлосни мач је измишљено оружје од великог значаја у филмовима, рачунарским играма и романима који чине део измишљеног универзума Звезданих ратова, где их користе Џедаји и Сити.
Појављују се у више боја, од којих су плава и зелена типичне џедајске боје. Ситске сабље опремљене су посебним кристалом који светлосном зраку даје карактеристичан црвени сјај. Поред ових, сабља може имати и друге боје, на пример жуту, розе (ружичасту), љубичасту или сребрну.
Плаво сечиво сабље углавном имају падавани, док је зелено сечиво најчешће ознака Џедај учитеља. Од познатијих ликова из Звезданих ратова зелене светлосне сабље користили су Јода, Квај-Гон Џин, и Лук Скајвокер, а плаве Оби-Ван Кеноби, Пло Кун и Ки-Ади Мунди. Црвене сабље су обележје Сит лордова попут Дарта Вејдера, Дарта Сидијуса и Дарта Мола.

## Корисници светлосних сабљи
| Лик из Звезданих ратова  | Боја светлосне сабље         |
| ------------------------ | ---------------------------- |
| Алима Рар                | сребрна                      |
| Анакин Скајвокер         | плава                        |
| Мејс Винду               | љубичаста                    |
| Оби-Ван Кеноби           | плава                        |
| гроф Дуку (дарт Тиранус) | црвена                       |
| дарт Вејдер              | црвена                       |
| дарт Мол                 | црвена                       |
| дарт Сидијус             | црвена                       |
| Јода                     | зелена                       |
| Ејџен Колар              | плава                        |
| Јода                     | зелена                       |
| Калиста                  | топазна                      |
| Ки-Ади Мунди             | плава                        |
| Кип Дјурон               | љубичаста                    |
| Кит Фисто                | зелена                       |
| Коран Хорн               | сребрна/љубичаста (двофазна) |
| Леја Органа-Соло         | зелена/рубинскоцрвена/плава  |
| Лук Скајвокер            | зелена                       |
| Луминара Андули          | зелена                       |
| Бенес Офи                | плава                        |
| Мара Џејд Скајвокер      | плава/љубичаста              |
| Мејс Винду               | плава/љубичаста              |
| Оби-Ван Кеноби           | плава                        |
| Пло Кун                  | жута/плава                   |
| Сејси Тин                | зелена                       |
| Тахири Вилиа             | плава                        |
| Тион Солузар             | сребрна                      |
| Џејна Соло               | љубичаста                    |
| Џејсен Соло              | зелена                       |
| Шак Ти                   | плава                        |

## Техника сабље
На крају своје обуке, пре него што ће постати џедајски витез, падаван мора сам да састави своју нову сабљу. Неки од важнијих делова без којих сабља не функционише јесу емитер, сочиво, дијатијумска батерија и поменути кристал. Сабља на себи има дугме за паљење/гашење те за подешавање јачине фотонског зрака. Постоји више места у сабљи у која се могу уградити још неки кристали, који повећавају јачину фотонског зрака и омогућавају још нека побољшања. 
Постоји седам стилова руковања светлосном сабљом, на пример џем со, каи-кан, вапад, или чак-са.